# Mesetas (kommun)
Mesetas är en kommun i Colombia.   Den ligger i departementet Meta, i den centrala delen av landet, 160 km söder om huvudstaden Bogotá. Antalet invånare är 10 695.